# Fikonmetallfly
Fikonmetallfly, Chrysodeixis eriosoma, är en fjärilsart som beskrevs av Edward Doubleday 1843. Fikonmetallfly ingår i släktet Chrysodeixis och familjen nattflyn. Arten förekommer tillfälligt i både Sverige och Finland, men reproducerar sig inte. De fynd som gjorts av arten anses ha kommit med varuimport, exempelvis blommor. Inga underarter finns listade i Catalogue of Life.

## Bildgalleri

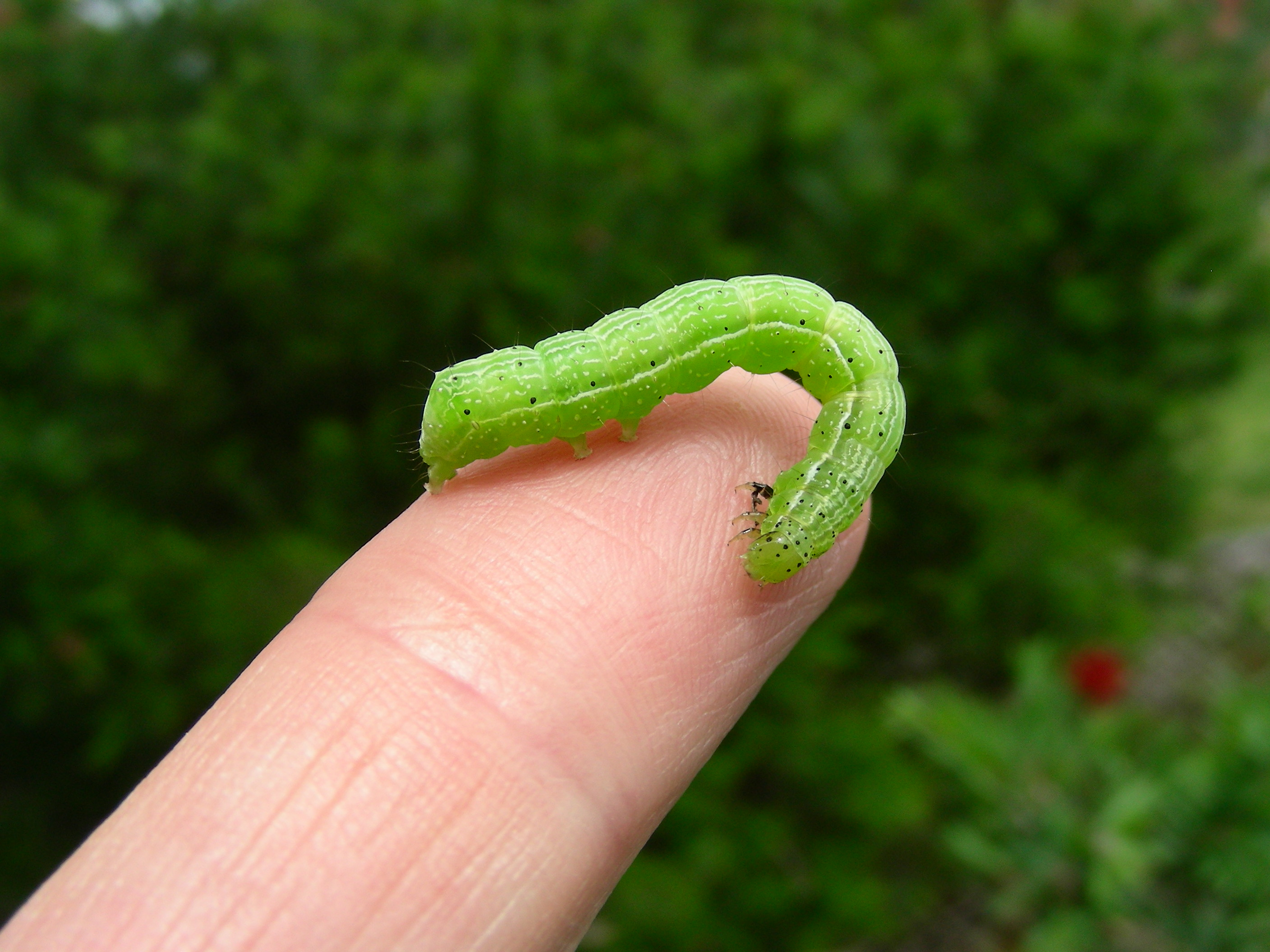
Fjärilens larv
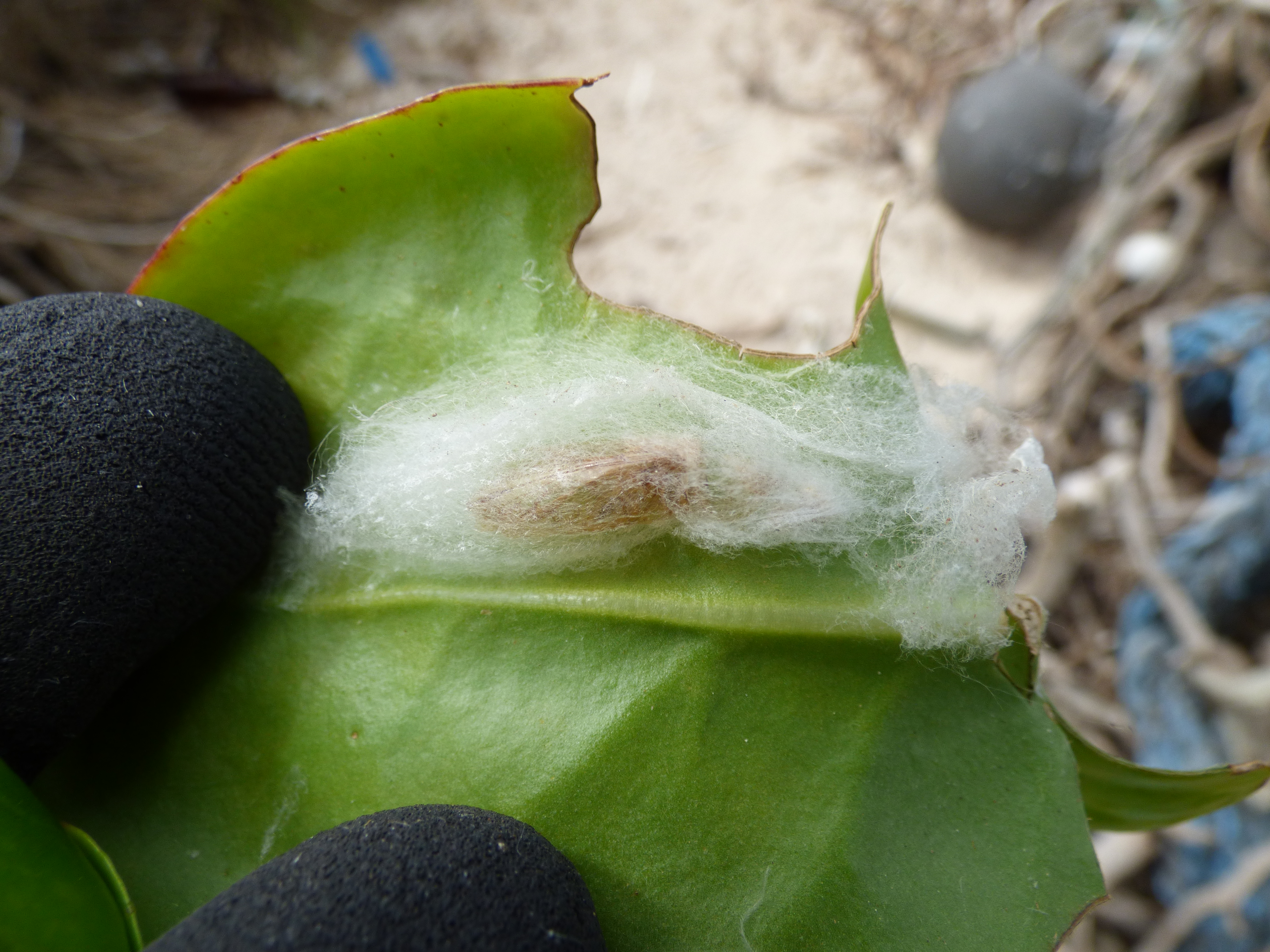
Fjärilens kokong och puppa
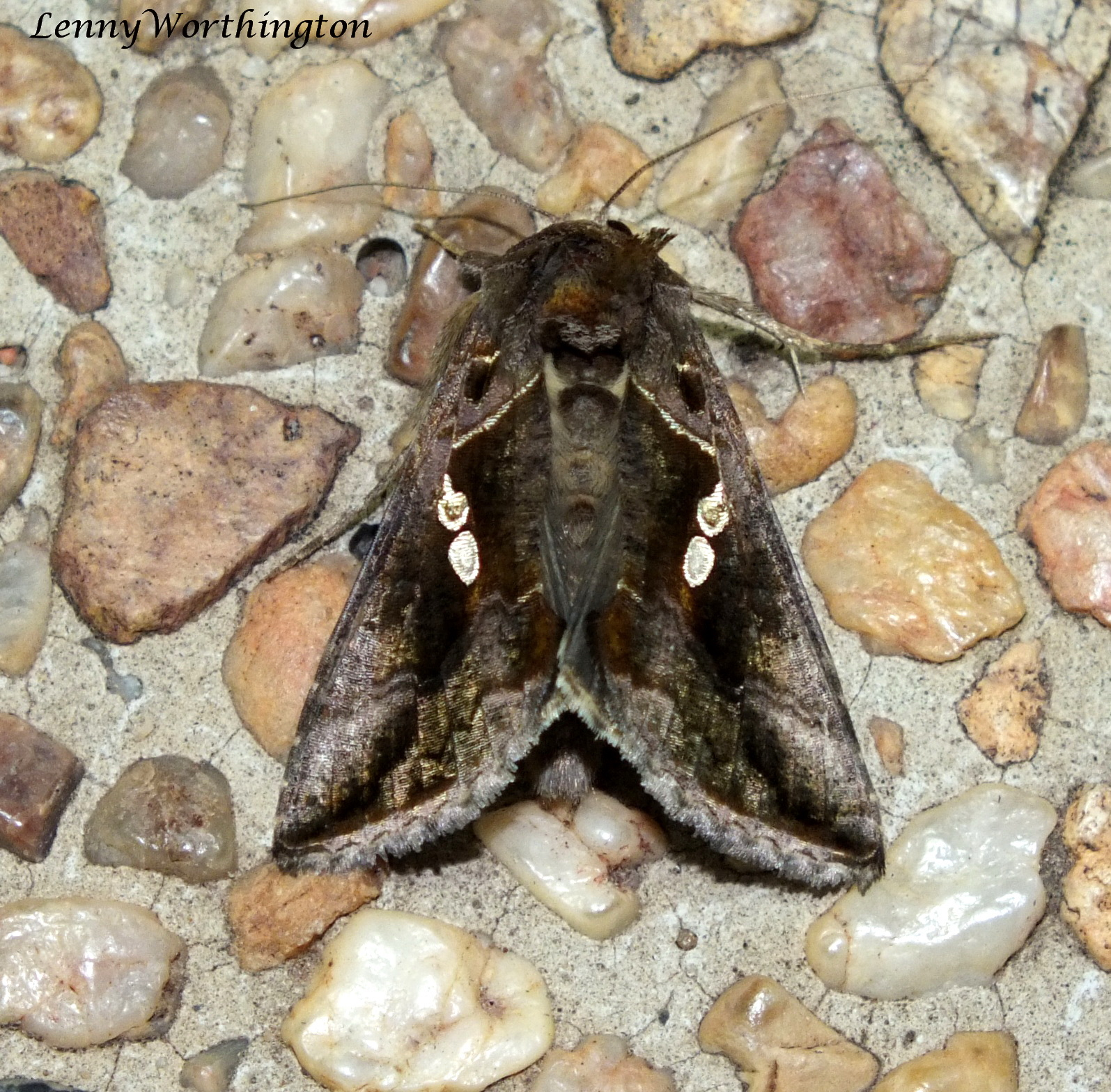
Imago fjäril
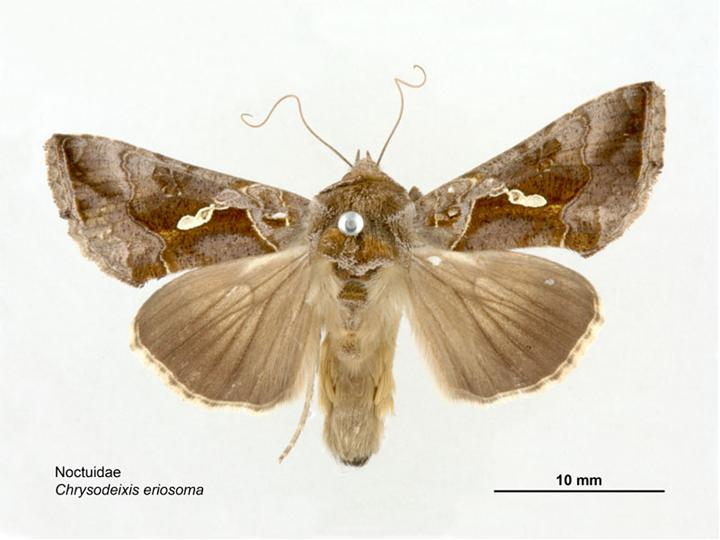
Preparerad (uppnålad) imago fjäril, ovansida
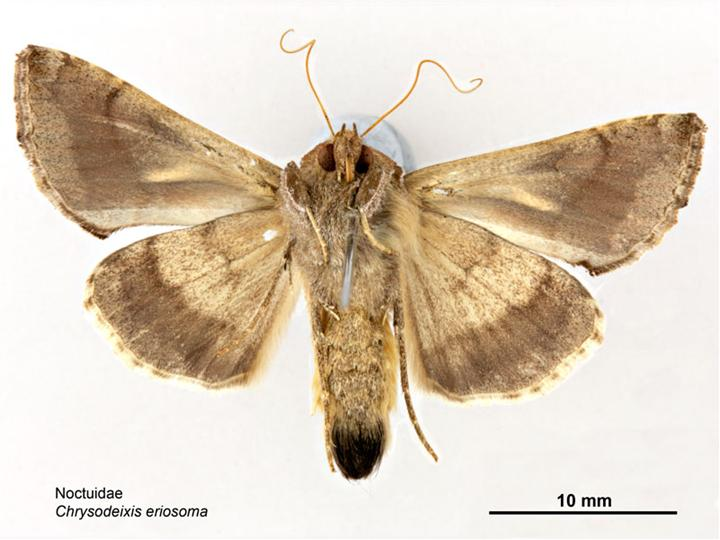
Preparerad (uppnålad) imago fjäril, undersida